# François Ducuing
Pour les articles homonymes, voir Ducuing.
François Ducuing, né le 23 mai 1817 à Izaux (Hautes-Pyrénées) et mort le 2 octobre 1875 à Asnières-sur-Seine (Hauts-de-Seine), est un journaliste et homme politique français. Journaliste à l'Opinion nationale et dirige ensuite le journal l'Universel. Il est député des Hautes-Pyrénées, de 1871 à 1875, siégeant au centre gauche. Il était aussi conseiller général.

## Biographie
Journaliste économique réputé du Second Empire et homme politique de la Troisième République, il collabore en 1842 au « Pays » avant d'intégrer dès 1845 plusieurs journaux républicains de Paris comme la Réforme, le National et la Liberté. Proche ami de Alphonse de Lamartine, il se présente en 1848 à l'élection de l'Assemblée constituante dans les Hautes-Pyrénées mais manque de peu son siège. Sous l'Empire, il rentre dans la presse libérale et en 1852, il fonde le journal le Conseiller, consacré aux questions financières.

L'Exposition universelle de 1867 illustrée, en-tête.

En 1867, il est choisi pour être membre du jury de Exposition universelle de 1867. Il crée alors l'Exposition universelle illustrée, une publication qui obtint un grand succès. L'ouvrage réunissait en deux imposants volumes des articles illustrés sur toutes les plus grandes industries de France et de l'étranger.
Membre de la Société des gens de lettres, il fonde ensuite en 1869 le quotidien d'opposition modérée L'Universel où il signa sous le pseudonyme d'Alceste. Il est élu en février 1871 député des Hautes-Pyrénées (gauche républicaine puis centre gauche), siégeant dans le groupe de Jules Simon, Jules Grévy, Arago et Thiers. Il traitera à l'Assemblée nationale notamment des questions agricoles et des insectes ravageurs. Peu après son élection, il est également nommé conseiller général des Hautes-Pyrénées, dans le canton de La Barthe-de-Neste.